# Caixa Dois
Caixa dois é um filme brasileiro de 2007, do gênero comédia, dirigido por Bruno Barreto. O filme é baseado na peça teatral "Caixa Dois", de Juca de Oliveira,  ficou seis anos em cartaz e foi assistida por um público superior a um milhão de espectadores.

## Sinopse
Luís Fernando é um banqueiro que, por meios escusos, recebeu uma grande quantia em dinheiro. Como o doleiro que ele geralmente utiliza para enviar dinheiro para a sua conta em Zurique está em coma, ele decide usar sua bela secretária Ângela como "laranja". Porém, o funcionário encarregado de executar o plano,que de 50 milhões, levaria dois milhões de reais para si mesmo, se engana com o número da conta na hora de fazer o depósito. O dinheiro acaba caindo na conta de Angelina, a humilde esposa de um funcionário honesto do banco, Roberto, e que recentemente havia sido demitido. Quando a mulher se recusa a fazer o estorno, a vida de todos os envolvidos se complica.

## Elenco
Abaixo uma lista com o elenco principal.
- Giovana Antonelli como Ângela
- Fúlvio Stefanini como Luís Fernando
- Zezé Polessa como Angelina Barbosa
- Daniel Dantas como Roberto Barbosa
- Cássio Gabus Mendes como Romeiro
- Thiago Fragoso como Henrique Barbosa
- Marina de Sabrit como Anésia
- Robson Nunes como Capilé
- Zédú Neves como Carlão